# Artur Iussúpov
Artur Maiàkovitx Iussúpov (en rus: Артур Маякович Юсупов; transliterat en alemany: Artur Jussupow; nascut a Moscou, URSS, el 13 de febrer de 1960), és un jugador i escriptor d'escacs rus, que va jugar sota bandera soviètica, i que actualment té la nacionalitat alemanya. Té el títol de Gran Mestre des de 1980. El 2005 la FIDE li va atorgar el títol de FIDE Senior Trainer, el màxim títol d'entrenador internacional.
A la llista d'Elo de la FIDE del maig de 2016, hi tenia un Elo de 2596 punts, cosa que en feia el jugador número 8 (en actiu) d'Alemanya. El seu màxim Elo va ser de 2680 punts, a la llista de juliol de 1995 (posició 11 al rànquing mundial).

## Resultats destacats en competició
Iussúpov va aprendre a jugar als escacs als sis anys, quan va començar a entrenar-se al Palau de Joves Pioners de Moscou. Es proclamà Campió del món júnior el 1977, i el mateix any va obtenir el títol de Mestre Internacional. L'any següent fou subcampió en la mateixa competició, rere Serguei Dolmàtov.
En el seu primer Campionat de l'URSS, el 1979, hi fou segon, rere Iefim Hèl·ler. El 1980 va obtenir el títol de GM, i va començar a obtenir bons resultats en torneigs internacionals, com ara el primer lloc a la North Sea Cup a Esbjerg 1980, al torneig Zonal d'Erevan 1982,
quart lloc ex aequo al Torneig de Linares 1983, primer a l'Interzonal de Tunis de 1985, primer empatat al Torneig de Candidats de Montpeller 1985, (empatat a punts però superant per desempat n'Andrei Sokolov i en Rafael Vaganian) i tercer a Linares 1988 (el campió fou Jan Timman). També va guanyar el Canadian Open Chess Championship de 1986, a Winnipeg.
Una mostra del seu elevat nivell de joc en aquells anys fou la seva inclusió en l'equip soviètic per disputar el Matx URSS contra la resta del món de 1984, on hi puntuà 1½/3 contra l'anglès Tony Miles. El 1985 participà, com a integrant de l'equip soviètic, a la primera edició del Campionat del món per equips, celebrat a Lucerna, on l'URSS hi obtingué la medalla d'or.
En aquests anys, Iussúpov tenia aspiracions al títol mundial, i participà en les fases classificatòries, assolint les semifinals de Candidats en tres ocasions: el 1986 (derrotat per Andrei Sokolov), 1989 (derrotat per Anatoli Kàrpov) i 1992 (derrotat per Jan Timman).
A començaments dels anys 1990, quan tornava cap al seu apartament a Moscou, va topar-se amb uns lladres, i s'hi va barrallar. Durant la lluita li van disparar, i es considera afortunat d'haver sobreviscut. Poc després, va decidir traslladar-se a Alemanya, que ha convertit en la seva llar des de llavors.
A continuació van venir nous èxits en torneigs: primer a Hamburg 1991, primer a Amsterdam 1994 i segon a Horgen 1994 (un torneig de Categoria 18). Fou en aquesta època quan podria dir-se que Iussúpov va jugar millor als escacs, i així es va reflectir al seu Elo, que va arribar a un màxim de 2680 punts, el juliol de 1995. El 1996 compartí el primer lloc amb Rustem Dautov al Campionat Internacional d'escacs d'Alemanya celebrat a Nussloch.
Posteriorment, també ha assolit resultats notables, com ara la primera plaça (compartida) al World Open de 2002 (el campió fou Kamil Miton), i les victòries al torneig de partides ràpides de Basel 2005 i a Altenkirchen 2005, que el convertí novament en Campió d'Alemanya per damunt de Jan Gustafsson i Alexander Graf.
El febrer del 2016 fou 2-8è (sisè en el desempat) del 32è Obert Cappelle-la-Grande amb 7 punts de 9, els mateixos punts que Eduardo Iturrizaga, Christian Bauer, Mhamal Anurag, Andrey Vovk, Krishnan Sasikiran i Kaido Külaots (el campió fou Gata Kamsky).

## Escriptor i entrenador d'escacs
El 1999, Iussúpov va publicar un important llibre sobre la defensa Petroff; en aquell moment, ell era la més destacada i reconeguda autoritat mundial sobre aquesta obertura, i el llibre en fou considerat el millor tractat mai escrit fins llavors. També és un notable expert en la defensa Lasker del gambit de dama refusat, una obertura més que centenària a la qual hi ha aportat moltes noves idees.
"Persistència" i "fortalesa mental" són dos dels atributs d'Iussúpov, d'acord amb Aleksei Suetin, qui el va descriure com "un jugador amb un estil racional, de posició. Es vanta d'una alta tècnica en els finals, i un elevat coneixement dels seus sistemes d'obertura habituals. Deixa el mínim marge a la inspiració; tots els seus moviments es basen en l'estudi previ i diligent".
Al llarg de la seva carrera com a jugador, Iussúpov ha estat entrenat per Mark Dvoretsky, un MI considerat per molts com el millor entrenador del món. Iussúpov reconeix que la infulència de Dvoretski ha estat fonamental en moltes de les seves més importants victòries. La gran col·laboració que han desenvolupat, els ha dut a formar l'escola d'escacs Dvoretski-Iussúpov. Alguns dels seus alumnes han estat els actualment forts Grans Mestres Piotr Svídler, Serguei Movsesian i Vadim Zviàguintsev. El 2005, Iussúpov obtingué el títol de Senior Trainer de la FIDE.
Iussúpov ha contribuït també habitualment en els llibres de Dvoretski, i ha fet de segon de Viswanathan Anand i de Péter Lékó durant les seves participacions en el cicle pel Campionat del món. És amic i company d'entrenament del GM també d'origen rus Serguei Dolmatov. Dolmatov va ser també un protegit de Dvoretski, i com Iussúpov, també va esdevenir Campió del món juvenil (el 1978).

### Partides notables
- «Mark Taimanov vs Artur Yusupov (1982) "Artur of War"». M. Taimanov - A. Yusupov, USSR 1982, English Symmetrical, Anti-Benoni, 0-1 - Les negres organitzen el seu atac per minar el centre de peons i potenciar així el seu alfil de caselles blanques.

## Llibres
- Yusupov, Artur. Build Up Your Chess with Artur Yusupov: The Fundamentals.  Quality Chess, 2007. ISBN 978-1-906552-01-5.
- Yusupov, Artur. Build Up Your Chess with Artur Yusupov: Beyond the Basics.  Quality Chess, 2008. ISBN 978-1-906552-10-7.
- Dvoretsky, Mark; Yusupov, Artur. Secrets of Chess Training.  Olms. ISBN 978-3-283-00515-3.
- Mark Dvoretsky; Artur Yusupov. Secrets of Opening Preparation.  Olms. ISBN 978-3-283-00516-0.
- Mark Dvoretsky; Artur Yusupov. Secrets of Endgame Technique.  Olms, 2008. ISBN 978-3-283-00517-7.
- Mark Dvoretsky; Artur Yusupov. Secrets of Positional Play.  Olms. ISBN 978-3-283-00518-4.
- Mark Dvoretsky; Artur Yusupov. Secrets of Creative Thinking.  Olms. ISBN 978-3-283-00519-1.